# Collège Sacré-Cœur
Pour les articles homonymes, voir Sacré-Cœur (homonymie).
Le Collège Sacré-Cœur était un collège canadien construit en 1899. Il se trouvait à Caraquet, au Canada. Après avoir été détruit par un incendie en 1915, il a été reconstruit à Bathurst.

## Histoire

### Construction dans le secret

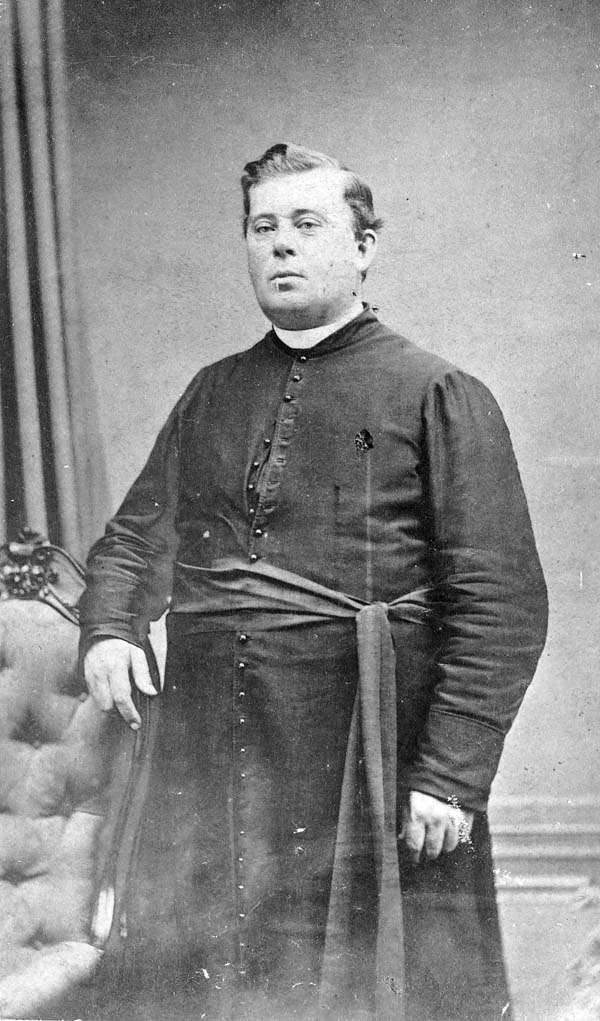
Joseph-Théophile Allard.

Joseph-Théophile Allard remplace Joseph Pelletier à titre de curé de Caraquet en 1876, à la suite de l'affaire Louis Mailloux, où l'opposition à la réforme scolaire et au contrôle des marchands anglo-protestants avait causé deux morts. Le curé Allard a un conflit avec les religieuses de la Congrégation de Notre-Dame et est envoyé à Paquetville en 1879. Il revient à Caraquet en 1885, après avoir desservi plusieurs paroisses. 
Dès 1892, le curé Allard entreprend des démarches pour construire un collège. En fait, il ne parle pas publiquement de la nature de l'édifice et certaines personnes croient que c'est un presbytère, l'ancien tombant en ruines. Le curé Allard est méfiant parce que l'évêque de Chatham, James Rogers, n'est pas très conciliant envers l'éducation des Acadiens et a déjà fait fermer le collège Saint-Louis en 1882; l'évêque Rogers essaie lui-même de faire rouvrir le collège Saint Michael de Chatham, qu'il avait été contraint de fermer en 1880. En 1892, un contrat est signé avec deux Français récemment établis, Paul Émile Jalot et son frère Émile, pour le sciage du bois. Quelques personnes de Caraquet, sous la supervision d'Ovide Allard, frère du curé, participent aux travaux. Un terrain est acheté en 1893 à André Haché, en face de l'église Saint-Pierre-aux-Liens; son écurie est déplacée sur le côté nord de la route, près du couvent. Les travaux de construction commencent enfin au printemps 1894; la terre extraite est utilisée pour couvrir le cimetière Thomas-Cooke, destiné à un nouvel usage. Le deuxième étage est entamé en 1895 et des critiques apparaissent quant à la dimension exagérée du « presbytère ». Le troisième étage est entamé en 1896; lors d'une visite de l'évêque Rogers, l'abbé Joseph Levasseur, de Paquetville, doit lui mentir sur la nature de l'édifice. La toiture est entamée en 1897. Le 19 juin 1898, le curé Allard annonce la construction d'un nouveau presbytère à Sainte-Anne-du-Bocage, levant finalement les doutes sur la véritable nature de l'édifice en construction.
En plus de sa méfiance envers l'éducation des Acadiens, l'évêque Rogers est réputé avoir un mauvais caractère, tandis que le curé Allard est décrit comme un homme opiniâtre. Le curé Allard se rend entretemps à Halifax pour faire la promotion de son projet. Le père Marcel-François Richard, de Rogersville, tente lui aussi d'inciter les Eudistes à s'installer dans sa communauté, tout en assurant la direction du collège de Chatham. En mai 1898, le père Ange Le Doré fait le voyage de France à Caraquet et s'entend avec le curé Allard sur un protocole en 8 points, qui doit toutefois être approuvé par l'évêque Rogers. Les déplacements des Eudistes sont en fait épiés et le curé de Bathurst informe l'évêque qu'ils se sont rendus à Caraquet. D'ailleurs, le père Blanche est à Chatam le 21 mai mais l'évêque refuse de signer l'entente. Le curé Allard se rend lui-même voir l'évêque à Chatham le 2 septembre; ce dernier refuse d'abord de signer l'entente mais accepte au matin du 4.

### Première année

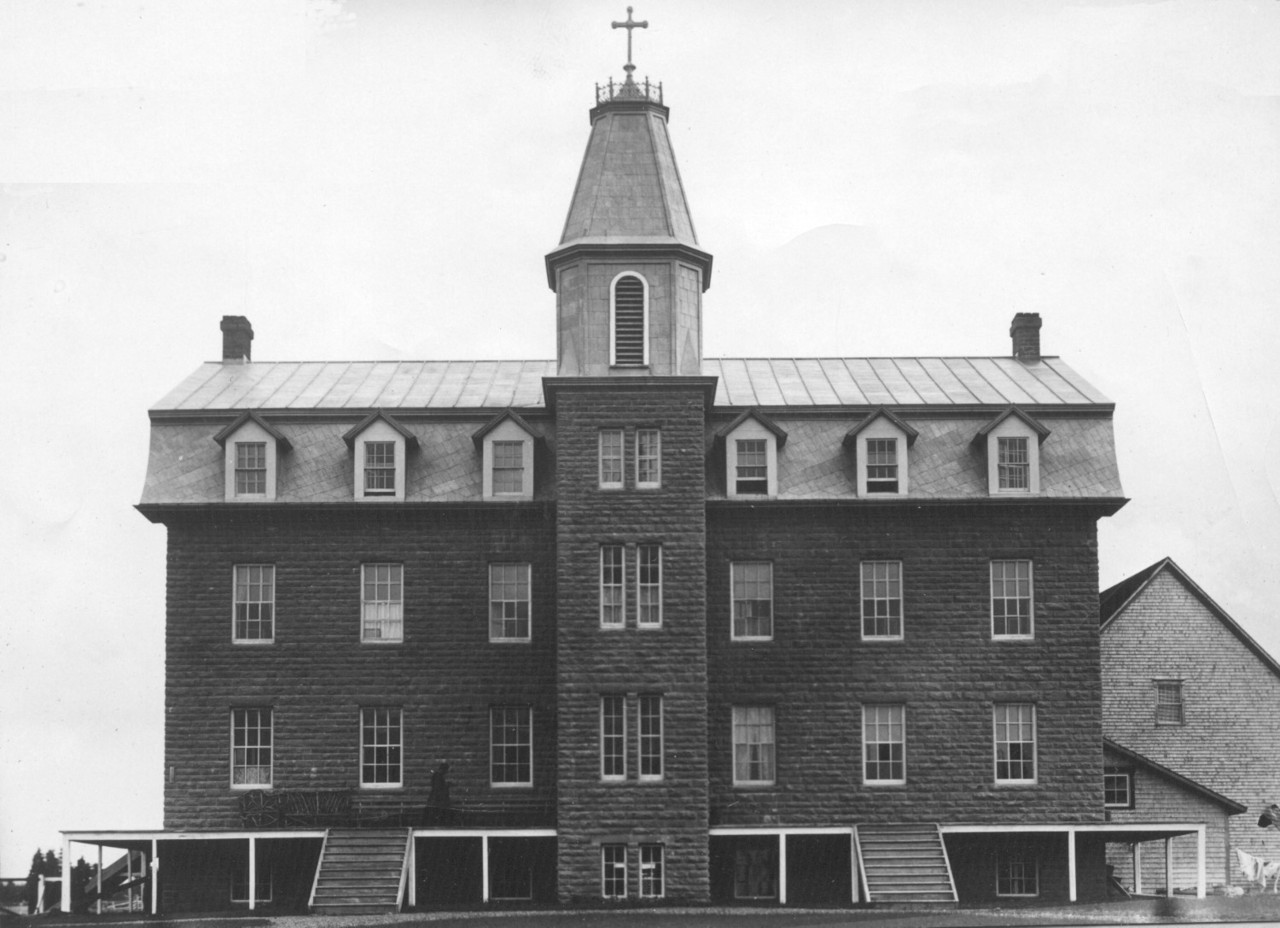
Le collège après son inauguration.

L'ouverture officielle a lieu le 9 janvier 1899; trois des dix-sept étudiants sont des neveux du curé Allard. Le curé Allard y habite depuis la fin 1897 et s'en sert comme presbytère. En 1899, le père Morin se plaint à son supérieur du curé Allard; le supérieur lui demande en mai de la même année de quitter le collège, d'en transmettre les titres de propriété et de remettre la cure de Caraquet aux Eudistes, tel que spécifié dans l'entente de 1898. Le curé Allard répond dans une lettre en juin qu'il ne veut pas quitter le collège, affirmant qu'il est « son enfant ». Des travaux de rénovations de l'ancien presbytère sont toutefois entrepris en juillet. Durant la dernière semaine d'août, le curé Allard profite de l'absence des Eudistes pour quitter le collège, en emportant la batterie de cuisine. Cet événement cause une polémique 20 ans plus tard, soit en 1919, lorsque le père eudiste Émile Georges écrit une série d'articles sur le collège dans le journal L'Évangéline, dont le premier dénonce cet événement. C'est dans cette même série d'articles qu'il accuse le curé d'avoir la « maladie de la pierre », par allusion à ses nombreux projets.

### Supériorat de Prosper Lebastard (1899-1909)

#### Deuxième année

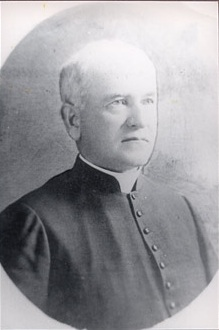
Portrait de Prosper Lebastard.

Prosper Lebastard remplace Aimé Morin à titre de supérieur du collège à l'été 1899. La rentrée des trente étudiants, fixée au 14 septembre, doit être repoussée au 21, afin de pouvoir remplacer le matériel emporté par le curé Allard; la population de la ville y participe généreusement en donnant toutes sortes d'objets. Le père Lebastard doit de plus parvenir à boucler le budget du collège sans les revenus de la paroisse, que le curé Allard conserve. L'administration prévoit un déficit à la fin de l'année, avec 5 473 $ de dettes et 2 200 $ de revenus. N'ayant pas d'existence légale, l'établissement n'est même pas en mesure d'emprunter. L'établissement finit toutefois l'année avec un surplus budgétaire. 
Le nom du collège est choisi par Ange Le Doré à l'automne. Des sœurs de la congrégation des Saints Cœurs de Jésus et Marie arrivent de Paramé, en France, à l'automne; elles remplacent deux employées originaires de Shippagan à la cuisine, à la lessive et à l'entretien général. Les travaux de la grande salle sont terminés en octobre. Le collège est toutefois déjà trop petit. 
Le père Lebastard avait été envoyé à Caraquet à la suite de l'incendie du Collège Sainte-Anne mais aussi parce qu'il y avait un conflit entre lui et le père Gustave Blanche. Il se plaint aussi de ses subordonnés avant même son arrivée à Caraquet. Il est aussi très dur envers les élèves en retard après le temps des fêtes, qui ne sont pas habitués à la discipline dans les écoles mal organisées de l'époque. Les relations entre le père Lebastard et le curé Allard s'améliorent toutefois en 1900.
Le 19 mars 1900, l'Assemblée législative du Nouveau-Brunswick, à l'initiative de Joseph Poirier, reconnaît au collège le droit de décerner des diplômes universitaires. La nomination de l'anglophone Thomas Barry au poste de coadjuteur de l'évêque de Chatham, la même année, met en colère de nombreux Acadiens, qui luttent depuis une décennie pour avoir un évêque francophone. Le père Lebastard est l'un des nombreux prêtres ne se rendant pas à la cérémonie du sacre et il participe même à la polémique dans les pages de L'Évangéline.

#### Agrandissement du collège

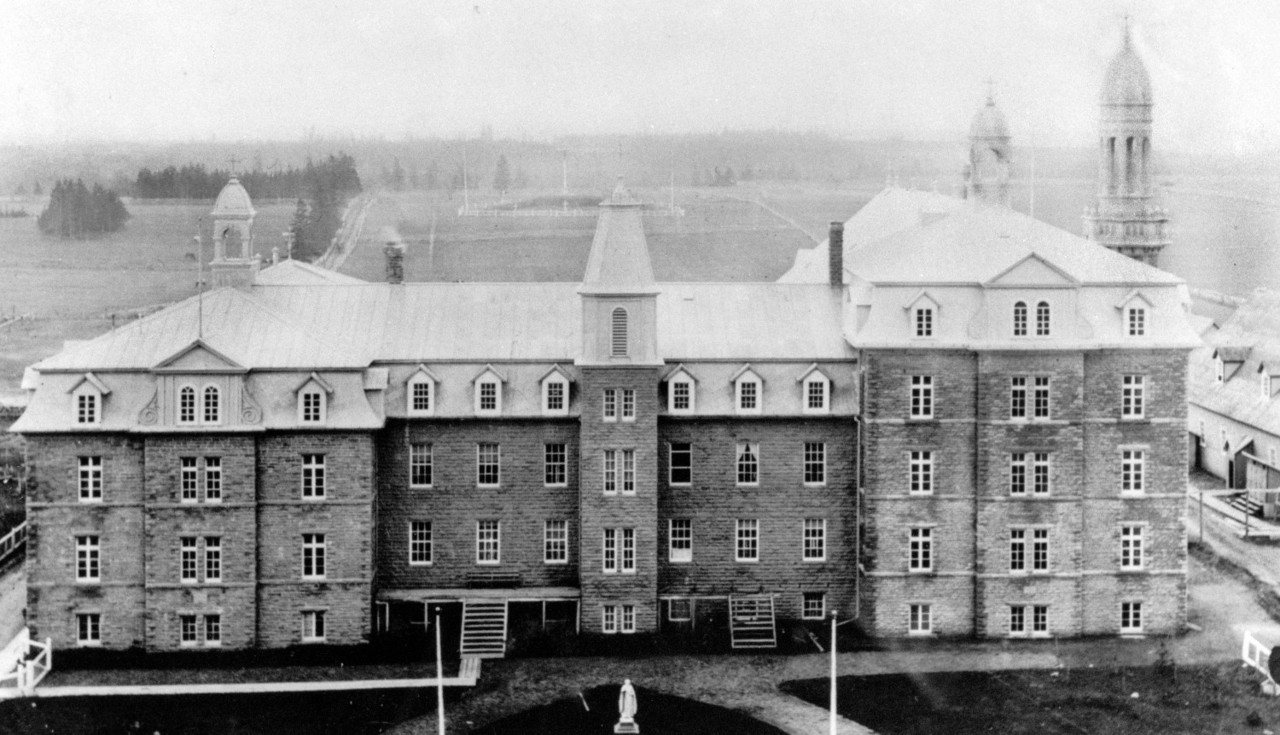
Le collège Sacré-Cœur, en 1910.

L'agrandissement du collège est décidé en 1901; l'attitude conciliante de Thomas Barry en est pour quelque chose. L'année scolaire 1901-1902 s'amorce avec le refus de 15 étudiants, faute de place. Le principal problème est que des classes doivent être ajoutées à chaque année afin de compléter le cours classique complet. Selon le père Lebastard, le collège doit « se développer ou cesser d'exister ». Dans la même lettre à sa congrégation, il demande une somme de 7 000 $. En octobre, un comité de 16 paroissiens, sous la direction du père Aimé Morin, parvient à ramasser 3 000 $. Les paroissiens de Bas-Caraquet participent aussi au financement. Le gouvernement fédéral et un certain M. Adam fournissent chacun 500 $. Des bénévoles transportent le bois de charpente et la pierre. Les services de l'architecte caraquetois Nazaire Dugas sont retenus pour l'exécution des plans. La quatrième année s'ouvre toutefois en 1902 avec les mêmes problèmes : manque de place et refus d'étudiants. Un système d'éclairage à l'acétylène, gracieuseté du curé Allard, est installé au printemps 1903. À la cinquième rentrée, en septembre, seule la salle d'étude est terminée mais l'inauguration de la chapelle a lieu le 8 décembre. L'établissement peut alors accueillir 75 étudiants.

#### Loi Combes
La « Loi Combes », adoptée par l'Assemblée nationale de France, en mars 1903, et une autre loi, votée le 7 juillet de la même année, interdisent l'enseignement aux communautés religieuses, provoquent la fermeture de presque toutes les communautés et l'exode de plusieurs de leurs membres. Le père Ange Le Doré, le supérieur des Eudistes, est l'un des chefs de file de l'opposition à cette loi. La communauté au Canada offre l'asile à ceux qui le désirent et cinq prêtres arrivent à Caraquet en 1903.

### Supériorat d'Édouard Travert (1909-1912)
Édouard Travert devient supérieur en 1909. Il fonde le bulletin mensuel Le Sacré-Cœur la même année. Un cours d'agriculture est ajouté au programme, également en 1909. L'ajout de ce cours fait partie d'une idéologie populaire à l'époque, tentant d'éloigner les Acadiens du métier de pêcheur pour se tourner vers l'agriculture et la colonisation. Le cours n'a pas le succès escompté, seulement un finissant étudiera l'agronomie à l'Université Cornell.
Plusieurs décès ont lieu en quelques mois : un étudiant meurt d'une crise cardiaque en juin 1909, un professeur meurt en juillet, le jardinier et boulanger décède en novembre alors qu'en décembre, un étudiant subit des complications après une appendicectomie et doit être opéré une deuxième fois. Une épidémie de fièvre typhoïde touche Caraquet au printemps 1910 sans toutefois faire de victimes au collège; la direction réagit en faisant construire de nouveaux puits. Un prêtre meurt de tuberculose en février 1912. C'est toutefois la mort du curé Allard, survenue le 30 janvier 1912, qui marque le plus. Selon ses dernières volontés, il est enterré sous l'église Saint-Pierre-aux-Liens et son cœur est exposé dans la chapelle du collège. Il lègue plus de 7 000 $ au collège, dont la direction peut enfin profiter des revenus de la paroisse.

### Supériorat d'Eugène Méry Le Beuve (1912-1916)

#### Dernières années
Eugène Méry Le Beuve devient supérieur du collège à l'été 1912. Ce dernier est critiqué pour son inexpérience, qu'il reconnaît d'ailleurs. Le collège accueille un nombre record de 165 étudiants à la rentrée suivante. Le supérieur craint toutefois que l'ouverture du Collège Saint-Thomas, à Chatham, fasse perdre des étudiants à Caraquet. L'évêque Barry bénit la nouvelle chapelle lors de la cérémonie de fin d'année en juin 1913. Le père Méry Le Beuve fait cesser la publication du bulletin Le Sacré-Cœur en août de la même année, alors que celui-ci compte plus de 1 000 abonnés.
La Première Guerre mondiale est déclenchée en 1914. Le nombre d'inscriptions reste assez élevé malgré les prédictions. Trois prêtres sont toutefois rapatriés en France pour service militaire.

#### Perte totale

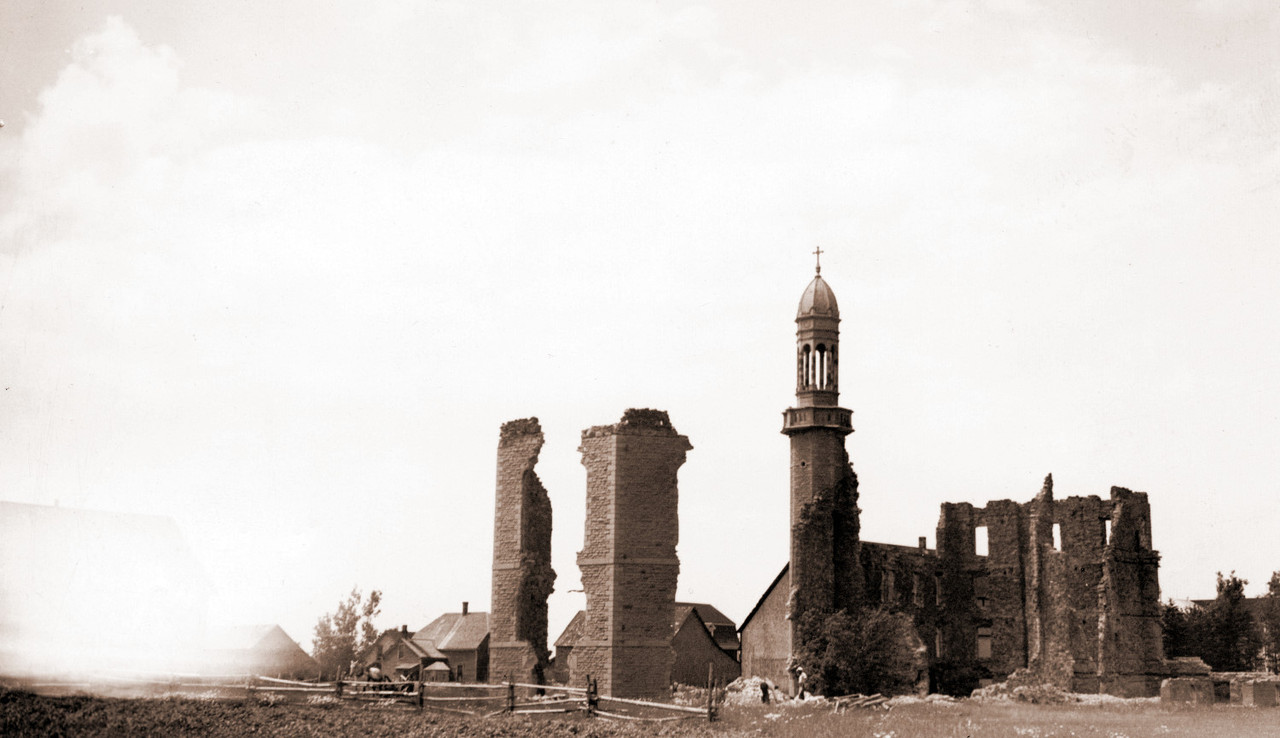
Les ruines du collège.

Le collège est la proie des flammes dans la nuit du 30 au 31 décembre 1915. Il n'y a aucun blessé, les étudiants étant alors en congé. Le bâtiment est une perte totale mais la cause de l'incendie reste inconnue. Les Eudistes reçoivent une assurance de 58 000 $. Une fois la dette totalement remboursée, il leur reste 50 000 $.
Une campagne pour la reconstruction du collège à Caraquet est lancée en janvier 1916, ce qui permet de ramasser 12 000 $. Les Eudistes préfèrent toutefois que le collège soit reconstruit à Bathurst, notamment à cause du mauvais service de train à Caraquet. Une motion dans ce sens est adoptée à l'unanimité lors d'une réunion d'anciens du collège. Les étudiants sont entretemps déplacés au Juvénat-Noviciat-Scholasticat de Bathurst, que le père Lebastard avait fait construire en 1910. La décision finale revient toutefois à l'évêque Barry. Le père Lebastard lui fournit un mémoire, exposant ses arguments; l'évêque, qui craint entre autres qu'un collège à Bathurst nuise aux inscriptions au collège anglophone de Chatham, refuse catégoriquement. Le 13 mai 1916, le curé de Grand-Anse, Stanislas-Joseph Doucet, qui est également un ami du père Lebastard, fait parvenir à l'évêque une pétition de trente-sept membres du clergé en faveur d'un établissement à Bathurst. L'évêque se voit alors dans l'obligation d'autoriser la reconstruction dans cette ville.

## Suites
Des pierres du collège servent à construire quelques maisons; la pierre est un matériau rare dans l'architecture locale. Les ruines du collège sont laissées sur place jusqu'en 1959, où l'on construisit l'école régionale de Caraquet; elle est plus tard renommée l'école La Nacelle. Elle ferme ses portes durant les années 1990. Le bâtiment est racheté par la municipalité en 2000 et il est rénové et agrandi pour devenir le Centre culturel. Un buste de saint Jean Eudes installé à l'avant rappelle l'histoire du collège.

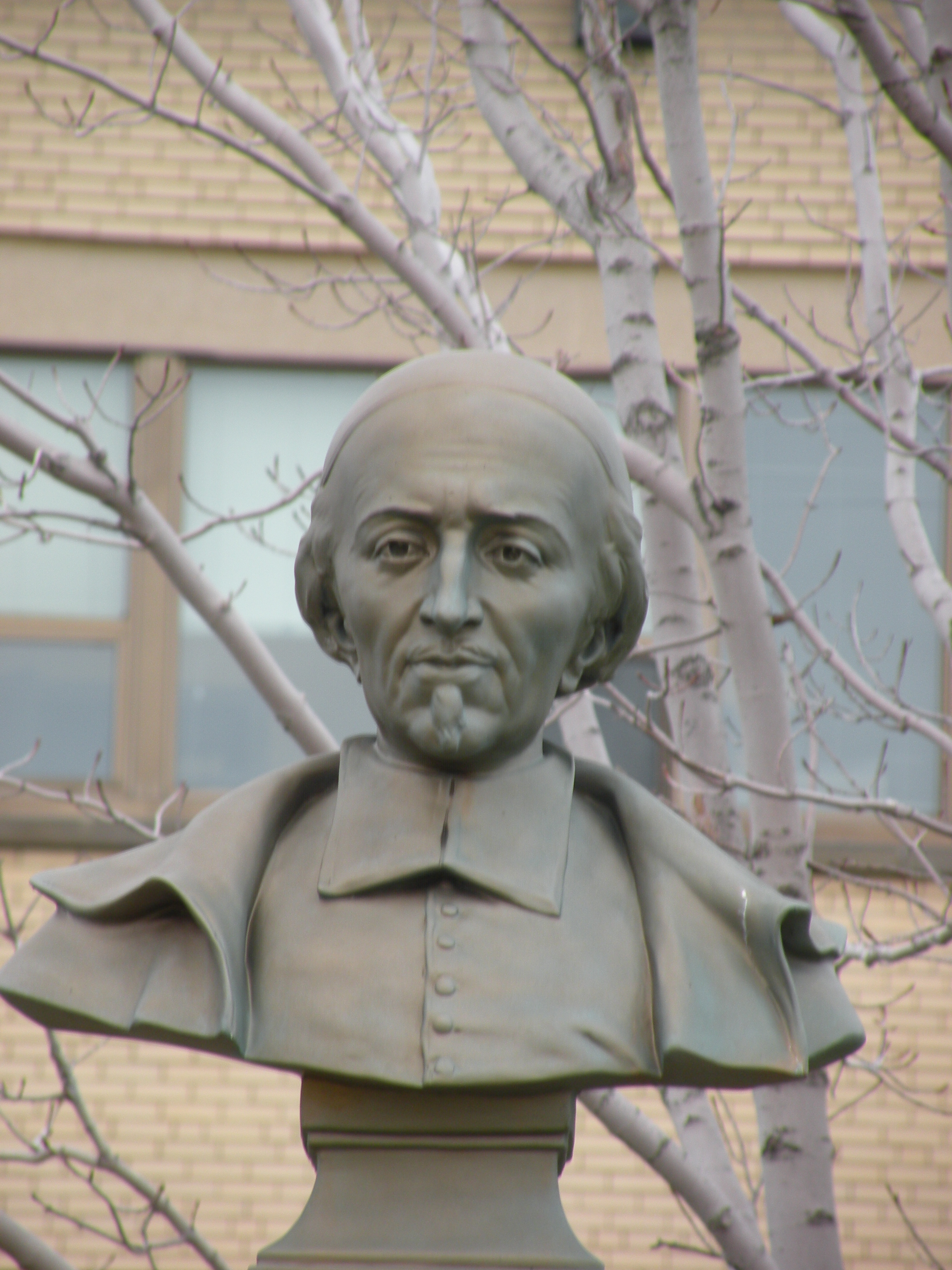
Buste de Saint Jean Eudes.
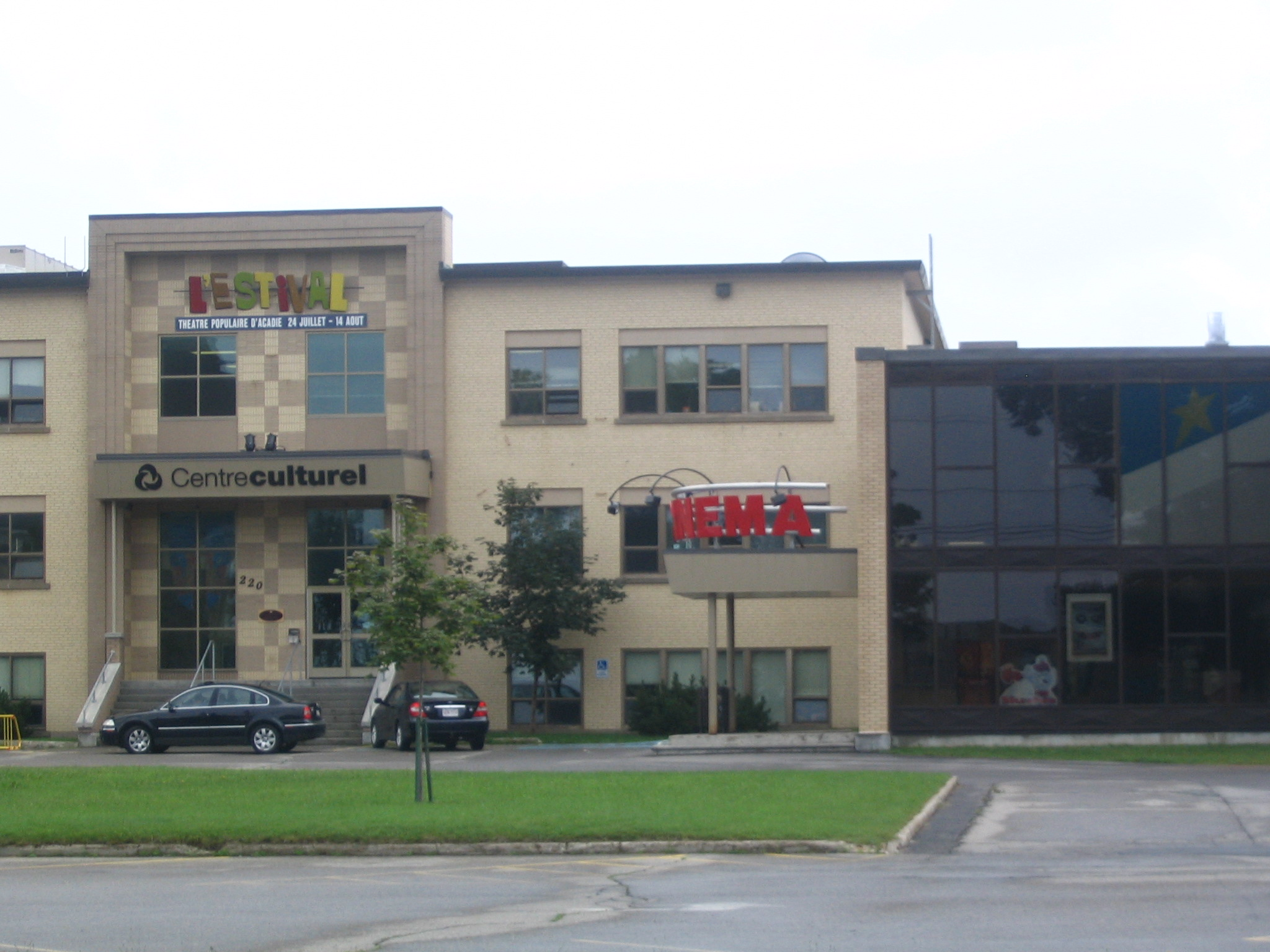
Le centre culturel de Caraquet, occupant le site du collège.
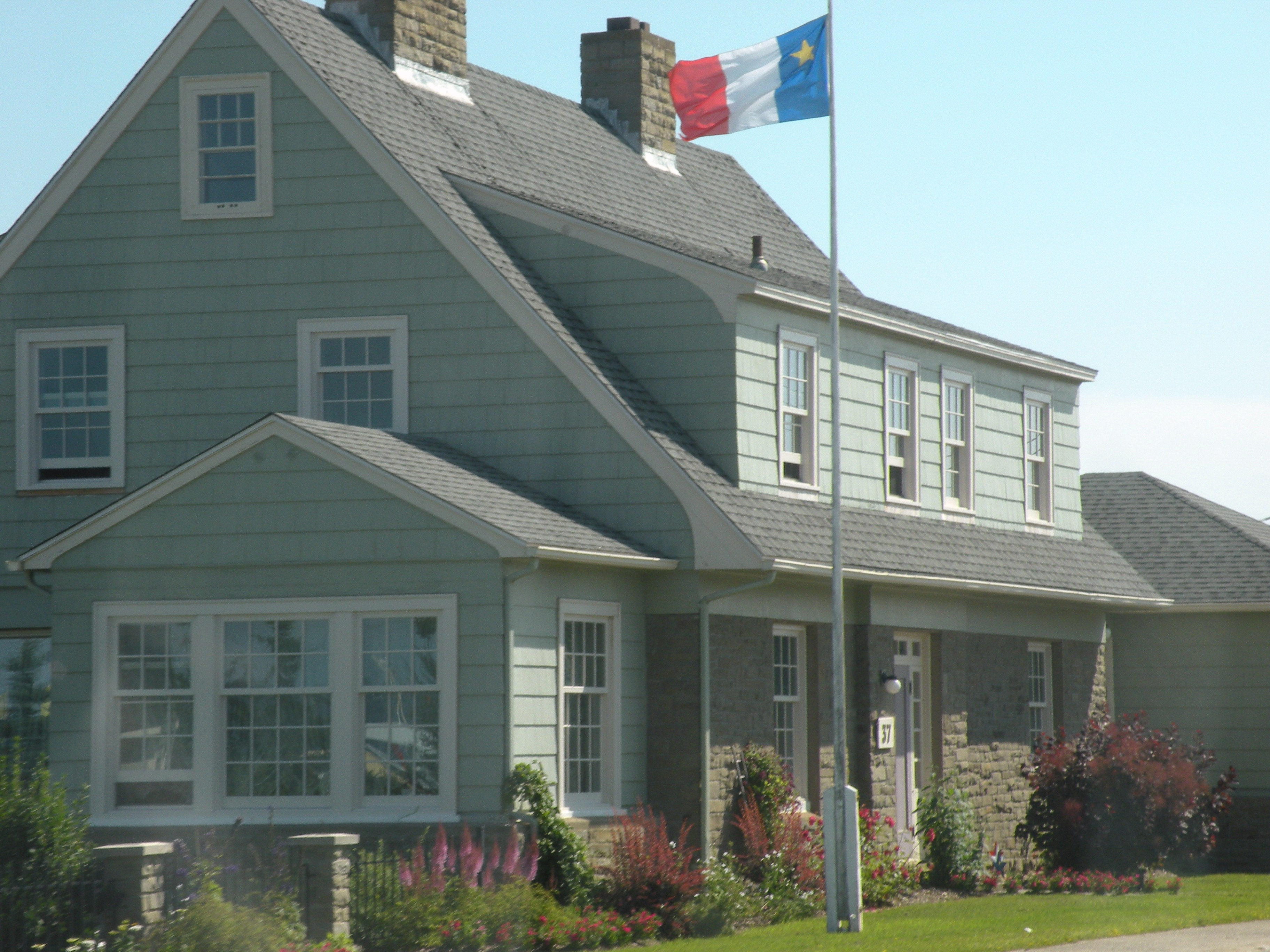
L'une des rares maisons en pierres de Caraquet, construite en 1940.

## Organisation et fonctionnement

### Liste des supérieurs
- Aimé Morin, 1898-1899
- Prosper Lebastard, 1899-1909
- Édouard Travert, 1909-1912
- Eugène Méry Le Beuve, 1912-1916

## Formation et vie étudiante

### Évaluation
Les meilleurs élèves figurent au Tableau d'Honneur, qui est aussi publié dans Le Sacré-Cœur.

### Horaire et calendrier
Le lever a lieu à 5h15, la prière à 5h30, la messe à 6h55 et le déjeuner (petit-déjeuner en Fr.) à 7h25. Les cours commencent à 8 heures, la première récréation a lieu de 9h30 à 9h50, et les étudiants vont dîner (déjeuner) à midi. Les cours reprennent à 1h30, et une deuxième pause commence à 3h45. À 4h15, les étudiants étudient ou vont en classe, jusqu'à 6h00, l'heure du souper (dîner). À 7h00 commence la lecture spirituelle, suivi de la période d'étude. Le coucher a lieu à 8h30.
Les après-midi du jeudi et du dimanche sont réservés aux jeux et aux promenades.

### Activités

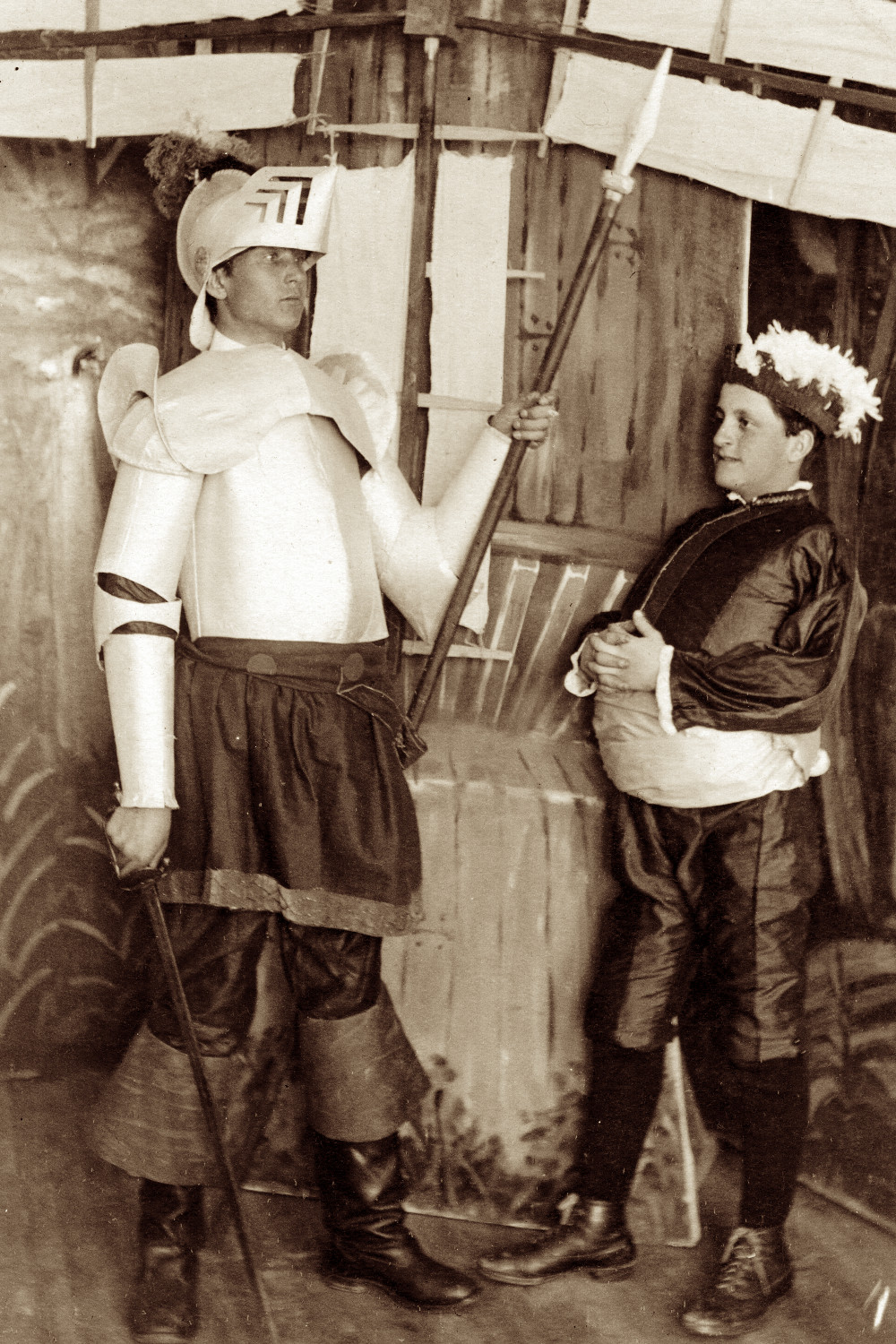
La pièce Don Quichotte et les petits meuniers, présentée en 1906.

Des sports comme le baseball, le soccer (football) et le basketball sont pratiqués durant l'été. L'hiver, des parties de hockey sur glace sont organisées, de même que des glissades, des promenades, du patin et la construction de châteaux de glace. 
La renommée de la fanfare et la chorale dépasse les frontières de la ville et elles sont invitées à des cérémonies et à des bénédictions de bateaux. Le groupe le plus populaire est toutefois la troupe de théâtre, fondée en 1903 et sous la direction des pères Joseph Courtois et Eugène Collard, qui présente des pièces comme Le Marchand de Venise, Prince d'un jour, Richard III, Tribulations du marquis de la Grenouillère, Vercingétorix et Young Pochers ainsi que des productions originales comme Mon huile de foie de morue.
Les conférences sont populaires, telles que celle portant sur l'astronomie donnée par Stanislas-Joseph Doucet.
Deux congrégations collégiales, soit celles du Saint-Cœur de Marie pour les petits et celle du Sacré-Cœur pour les grands sont mises sur pied. Le cercle Saint-Jean-Eudes est quant à lui mis sur pied en 1908.